# Lantana grisebachii
Lantana grisebachii là một loài thực vật có hoa trong họ Cỏ roi ngựa. Loài này được Stuck. ex Seckt mô tả khoa học đầu tiên năm 1930.